# Nomie Eriksson
Nomie Madelene Eriksson, ogift Svensson, född 7 februari 1955 i Strömstad, är en svensk ekonom, författare och sångtextförfattare.
Nomie Eriksson har varit verksam som prefekt och är biträdande professor i företagsekonomi, inriktning organisation och ledarskap, på Högskolan i Skövde. Hon disputerade vid Göteborgs universitet 2005 med doktorsavhandlingen ”Friska vindar i sjukvården – stöd och hinder vid förändringar i professionella organisationer”.
Hon är sedan 1973 gift med Bengt Eriksson (född 1945) vars kompositioner hon skrivit texter till. Paret är bosatt i Skövde.